# Théorie des profils minces
La théorie des profils minces est une théorie permettant le calcul de la portance suivant l'incidence.

## Théorie des profils minces
Cette théorie se propose de calculer la portance d'un profil sous certaines hypothèses. Elle est une résolution de la théorie des écoulements à potentiel de vitesse dans un cas particulier.
Cette théorie a été mise au point par le mathématicien allemand Max Michael Munk et affinée par l'aérodynamicien anglais Hermann Glauert  en 1920. Cette théorie approxime la réalité :
- l'écoulement du fluide est bidimensionnel, c'est-à-dire que l'aile a un allongement infini,
- le profil est mince, c'est-à-dire que le profil a une épaisseur faible (Épaisseur relative {\displaystyle \ e/L\leq 10\,\%}) et une faible cambrure (Cambrure relative {\displaystyle \ f/L\leq 5\,\%}),
- l'écoulement est incompressible,
- l'écoulement est stationnaire.

Cette théorie est encore utilisée de nos jours car il s'agit d'une base théorique solide pour expliquer les résultats suivants ,:
1. Sur un profil symétrique, le centre de poussée est situé à un quart de la longueur totale de la corde à partir du bord d'attaque.
2. Sur les profils asymétriques courbes de George Cayley, le centre de poussée bouge. Par contre, peut être défini le point où le moment dû au centre de poussée est indépendant de l'incidence. Ce point est situé à un quart de la longueur totale de la corde à partir du bord d'attaque.
3. La pente de la courbe portance / incidence est de {\displaystyle 2\pi } par radian.

La conséquence du résultat (3), le coefficient de portance pour un profil symétrique d'allongement infini, est :
{\displaystyle \ c_{L}=2\pi \alpha }
où {\displaystyle c_{L}\!} est le coefficient de portance par unité de surface,
α est l'incidence (souvent appelé angle d'attaque, angle of attack) en radians, mesurée par rapport à la corde.
L'expression précédente est aussi applicable pour un profil asymétrique courbe de George Cayley, où {\displaystyle \alpha \!} est l'incidence par rapport à l'incidence où la portance est nulle. En conséquence, le coefficient de portance pour un profil asymétrique courbe de George Cayley d'allongement infini est  
{\displaystyle \ c_{L}=c_{L_{0}}+2\pi \alpha }
où {\displaystyle \ c_{L_{0}}} est le coefficient de portance par unité de surface quand l'angle d'attaque est nul.
Cette théorie reflète bien la réalité tant qu'il n'y a pas de zone morte sur le profil (l'air est collé au profil, pas de turbulence), c'est-à-dire jusqu'à des angles d'attaque 10° à 15° pour la plupart des profils.

## Calcul
Le calcul est un calcul bidimensionnel, c'est-à-dire que le profil a un allongement infini. Le profil est globalement positionné suivant l'axe x, la corde est confondue avec l'axe x. L'écoulement est considéré comme stationnaire, c'est-à-dire que les résultats sont valables tant qu'il n'y a pas de décollement des lignes de courant de vitesse du profil, soit pour une faible incidence.

### Profil
Le profil est délimité par l'intrados et l'extrados.
L'extrados est définie par {\displaystyle z=E(x)}
L'intrados est définie par {\displaystyle z=I(x)}
où {\displaystyle x} est la position le long de la corde.
La corde est définie comme la ligne droite reliant le bord d'attaque au bord de fuite.

### Ligne moyenne
La ligne moyenne est définie par  {\displaystyle z(x)={\frac {E(x)+I(x)}{2}}}.
Dans le cas d'un profil symétrique la corde et la ligne moyenne sont identiques.
Un point d'abscisse {\displaystyle \ x} et d'ordonnée {\displaystyle \ z} sur la ligne moyenne est noté {\displaystyle \ (x;z)=(x;z(x))=(x(l);z(x(l)))} où  {\displaystyle \ l} est l'abscisse curviligne le long de la ligne moyenne.

### Modélisation du profil

#### Ligne portante
L'idée repose sur la constatation de l'effet Magnus. Une tige en rotation est plongée dans un fluide. Grâce à la viscosité les particules du fluide proches de la tige sont entraînées. Une partie du fluide tourne donc autour de la tige. Plus la tige tourne vite plus les particules tournent vite autour de la tige. L'intensité de la mise en mouvement est directement liée à la vitesse de rotation de la tige {\displaystyle \ \omega } et de sa surface extérieure S, notons {\displaystyle \ \Gamma (w,S)} cette intensité (ou circulation exprimée en m²/s). De même plus une particule est éloignée de la tige moins l'effet est présent. Il a été constaté que l'effet diminue quasiment suivant le carré de la distance.

Tige en rotation.

Si la tige est plongée dans un fluide en un mouvement uniforme rectiligne, la vitesse d'une particule est la somme de la vitesse d'entraînement autour de la tige et du mouvement uniforme. Au-dessous de la tige comme le montre l'illustration les particules se déplacent plus vite qu'au-dessus de la tige. Les lignes de courant se rapprochent de la tige au-dessous et s'écartent de la tige au-dessus.
En considérant la tige infiniment petite, il y a toujours cet effet d'intensité rotatoire noté {\displaystyle \ \Gamma }. Cette tige infiniment petite est appelée ligne portante. Le paradoxe de d'Alembert a rigoureusement démontré que sans viscosité  (sans effet d'entraînement) il y a équilibrage naturel des vitesses tout autour du cylindre, le fluide glisse sur la surface du cylindre sans créer d'effet, il n'y a pas de portance. Donc {\displaystyle \ \Gamma } représente la perturbation des vitesses du fluide due à l'effet viscosité, {\displaystyle \ \Gamma } est  « la mise en boîte » de la viscosité. Cette  « mise en boîte » est relativement simple et cantonnée au profil. Donc les effets restent proches du profil, donc cette théorie ne modélise pas le décrochement laminaire, donc les effets de turbulence ou les fortes incidences.
Cette  « mise en boîte » se nomme théorie des lignes portantes de Prandtl,,.
En 2 dimensions, dans le plan (x,z), on considère une tige infinie dans l'axe {\displaystyle {\vec {j}}} et l'on suppose que la circulation est Γ.
{\displaystyle {\vec {V}}(h,\phi )={\Gamma  \over 2\pi h}{\vec {\xi }}}
où {\displaystyle {\vec {\xi }}={z{\vec {i}}-x{\vec {k}} \over \|x{\vec {i}}+z{\vec {k}}\|}} et h est la distance du point par rapport à la tige.
Le module de la vitesse ne dépend donc pas de l'angle φ. On constate aussi que Γ est la circulation du vecteur vitesse.
Si la tige est semi infinie, on a alors :
{\displaystyle {\vec {V}}(h,\phi )={\Gamma  \over 4\pi h}{\vec {\xi }}}

#### Portance (heuristique)

Tige en rotation.

La portance {\displaystyle {\vec {L}}} est la force perpendiculaire au mouvement uniforme d'un fluide suivant la direction {\displaystyle {\vec {n}}'} exercée par la pression autour d'un volume.
{\displaystyle {\vec {L}}={\vec {F}}-{\vec {F}}\cdot {\vec {n}}'}
La pression exercée sur une petite surface extérieure du volume est :
{\displaystyle d{\vec {F}}\cdot {\vec {n}}=p\,dS}
D'autre part dans des conditions particulières (fluide homogène, stationnaire incompressible et sans échange de chaleur), le Théorème de Bernoulli démontre sur une ligne de courant :
{\displaystyle {\frac {v^{2}}{2.g}}+z+{\frac {p}{\rho .g}}=\mathrm {constante} } 
où :
{\displaystyle p\,} est la pression en un point (en Pa ou N/m²)
{\displaystyle \rho \,} est la masse volumique en un point (en kg/m³)
{\displaystyle v\,} est la vitesse du fluide en un point (en m/s)
{\displaystyle g\,} est l'accélération de la pesanteur (en N/kg ou m/s²)
{\displaystyle z\,} est l'altitude (en m)
en négligeant les variations d'altitude :
{\displaystyle {\frac {v^{2}}{2}}+{\frac {p}{\rho }}=\mathrm {constante} }
d'où
{\displaystyle {\frac {v^{2}\rho }{2}}+p={\text{constante}}}
Le volume ici est un profil. Il est placé dans un fluide ayant une vitesse uniforme. Pour deux lignes portantes très loin du profil (à l'infini) et avant qu'elles ne soient perturbées par le profil, le fluide étant à vitesse uniforme chaque ligne portante est identique à sa voisine ; cela revient à dire {\displaystyle \ \mathrm {constante} } est identique quelle que soit la ligne de courant.
Il suffit d'intégrer sur tout le volume. La constante  {\displaystyle \ \mathrm {constante} } disparaîtra. Grâce à la relation {\displaystyle V={\frac {\Gamma }{4\pi h}}}, les scientifiques Kutta et Jukowski ont démontré que la portance (Ly) par unité de longueur est aussi égale alors à (voir Théorème de Kutta-Jukowski#Démonstration formelle) :
{\displaystyle L_{y}=\rho _{\infty }V_{\infty }\Gamma _{\infty }}
Si l'aile a une envergure b, la portance L devient alors :
{\displaystyle L=\rho _{\infty }V_{\infty }\Gamma _{\infty }b}
{\displaystyle \ \Gamma _{\infty }} doit vérifier la condition de Jukowski :
{\displaystyle \Gamma _{\infty }=\oint _{C_{\infty }}{\vec {V}}\cdot {\vec {ds}}}
avec 
- {\displaystyle \ C_{\infty }} un contour qui enveloppe le profil,
- {\displaystyle \ s} l'abscisse curviligne le long de ce contour,
- {\displaystyle \ {\vec {V}}} la vitesse au point s de l'abscisse curviligne.

Le contour choisi est un contour très proche du profil, si proche qu'il est assimilé au profil .  
{\displaystyle \Gamma _{\infty }=\oint _{\text{extrados+intrados}}{\vec {V}}\cdot {\vec {ds}}}
Pour faire le contour du profil il faut donc parcourir l'extrados et l'intrados.
{\displaystyle \Gamma _{\infty }=\int _{\text{extrados}}{\vec {V}}\cdot {\vec {ds}}+\int _{\text{intrados}}{\vec {V}}\cdot {\vec {ds}}}
Donc aller du bord d'attaque jusqu'au bord de fuite puis revenir. Dans cette théorie, le profil est ramené à la corde moyenne.
Donc {\displaystyle \ s} la position sur le bord du profil est confondue à {\displaystyle \ l} la position le long de la corde moyenne soit {\displaystyle \ ds=dl}. La longueur de la corde moyenne est notée {\displaystyle \ c_{l}}.
d'où
{\displaystyle \Gamma _{\infty }=\int _{0}^{c_{l}}{\vec {V}}_{\text{extrados}}\cdot {\vec {dl}}+\int _{c_{l}}^{0}{\vec {V}}_{\text{intrados}}\cdot {\vec {dl}}}
{\displaystyle \Gamma _{\infty }=\int _{0}^{c_{l}}({\vec {V}}_{\text{extrados}}-{\vec {V}}_{\text{intrados}})\;\cdot {\vec {dl}}}
Posons {\displaystyle \ {\vec {\gamma }}} la différence de vitesse entre l'extrados et l'intrados, alors :
{\displaystyle \ {\vec {\gamma }}={\vec {V}}_{\text{extrados}}-{\vec {V}}_{\text{intrados}}}
d'où
{\displaystyle \Gamma _{\infty }=\int _{0}^{c_{l}}{\vec {\gamma }}\cdot {\vec {dl}}}
d'où
{\displaystyle L=\rho _{\infty }V_{\infty }\int _{0}^{c_{l}}{\vec {\gamma }}\cdot {\vec {dl}}}

#### Expression formelle de la portance
Le cœur de la théorie des profils minces est de réduire le profil à sa corde moyenne où chaque petit morceau de la corde moyenne génère un tourbillon ou vortex qui est modélisé par une ligne portante (la tige infiniment petite en rotation). Chaque petit tourbillon crée une portance.
Le domaine dans lequel est plongé le profil se décompose en deux parties : 
- un écoulement uniforme du fluide avec un angle d'incidence {\displaystyle \alpha }
- auquel se rajoute une multitude de tourbillons le long de la corde moyenne.

La corde {\displaystyle \ dz(x)} crée une distribution de tourbillons {\displaystyle \ \gamma (s)}. Grâce à la condition de Kutta, le tourbillon est nul au bord de fuite, donc intégrable. Comme le profil est considéré comme mince {\displaystyle \ l} (la position sur la corde) peut être utilisé à la place de {\displaystyle \ s} (position sur le bord du profil), et les angles sont considérés comme faibles {\displaystyle \sin(\theta )=\theta }. De plus la cambrure du profil est considérée faible, donc {\displaystyle \ x} (la position sur la corde) peut être utilisé à la place de {\displaystyle \ l} (position sur la corde moyenne) et la longueur de la corde est quasi égale à la longueur de la corde moyenne {\displaystyle \ c=c_{l}} .
Grâce à la loi de Biot et Savart et au résultat précédent, une ligne portante infinie droite (ou tourbillon) d'intensité infinitésimale {\displaystyle \ \delta \Gamma } située en {\displaystyle \ \chi } engendre une vitesse {\displaystyle \ d{\vec {w}}(x)} en  {\displaystyle \ x} .
On considère une aile cambrée ayant un angle d'attaque α et une cambrure e(x). Soit S la surface de l'aile et c la longueur de corde moyenne. On effectue le changement de variable :
{\displaystyle x=c(1-\cos(\theta ))/2}
La portance verticale L peut s'écrire sous la forme
{\displaystyle L={1 \over 2}\rho S{V_{\infty }}^{2}C_{L}}
où CL est appelé coefficient de portance et où
{\displaystyle C_{L}=2\pi \alpha +2\int _{0}^{\pi }(\cos \theta -1)e'(x).d\theta }

## Exemple NACA4412

### Profil
La ligne de la corde moyenne est définie par la fonction suivante :
{\displaystyle {\frac {e}{c}}=0,25\left(0,8\times {\frac {x}{c}}-\left({\frac {x}{c}}\right)^{2}\right)} pour  {\displaystyle {\frac {x}{c}}} compris entre 0 et 0,4
{\displaystyle {\frac {e}{c}}=0,111\left(0,2+0,8\times {\frac {x}{c}}-\left({\frac {x}{c}}\right)^{2}\right)} pour  {\displaystyle {\frac {x}{c}}} compris entre 0,4 et 1

### Calcul des coefficients
D’après la théorie des profils minces, le coefficient de portance autour du profil mince est :
{\displaystyle \ C_{L}=2\pi (A_{0}+A_{1}/2)=2\pi \left(\alpha -{\frac {1}{\pi }}\int _{0}^{\pi }e'(x).d\theta +{\frac {{\frac {2}{\pi }}\int _{0}^{\pi }\cos(\theta )e'(x).d\theta }{2}}\right)}
où
le terme intégral tient compte des effets de cambrure du profil
la variable auxiliaire {\displaystyle \theta } est liée à la position le long de la corde du profil par la transformation de Glauert : {\displaystyle \ x=c(1-\cos(\theta ))/2}
d'où en regroupant les termes :
{\displaystyle \ C_{L}=2\pi \left(\alpha +{\frac {1}{\pi }}\int _{0}^{\pi }e'(x)(\cos(\theta )-1).d\theta \right)}
Il faut calculer e'(x) pour résoudre l'intégrale :
{\displaystyle e'(x)=0,2-0,5\times {\frac {x}{c}}} pour  {\displaystyle {\frac {x}{c}}} compris entre 0 et 0,4
{\displaystyle e'(x)=0,0888-0,2222\times {\frac {x}{c}}} pour  {\displaystyle {\frac {x}{c}}} compris entre 0,4 et c
d'où en remplaçant par {\displaystyle \theta } :
{\displaystyle e'(x)=-0,05+0,2\times \cos(\theta )} pour  {\displaystyle \theta } compris entre 0 et 1,3694
{\displaystyle e'(x)=-0,0223+0,1111\times \cos(\theta )} pour  {\displaystyle \theta } compris entre 1,3694 et {\displaystyle \pi }
L’intégrale est donc entièrement calculable :
{\displaystyle \ C_{L}=2\pi \left[\alpha +{\frac {1}{\pi }}\left(\int _{0}^{1,3694}(-0,05+0,2\times \cos \theta )(\cos \theta -1).d\theta +\int _{1,3694}^{\pi }(-0,0223+0,1111\times \cos \theta )(\cos \theta -1).d\theta \right)\right]}
d'où le résultat :
{\displaystyle \ C_{L}=2\pi (\alpha +0,0726)}
avec {\displaystyle \alpha } en radian.

### Calcul de la portance
L'équation de la portance pour un profil NACA 4412 à faible incidence est :
{\displaystyle F={\frac {1}{2}}\times \rho \times S\times C_{L}\times V^{2}={\frac {1}{2}}\times \rho \times S\times 2\pi (\alpha +0,0726)\times V^{2}}
F = la force transmise à tout le profil en newtons
{\displaystyle \rho } (rhô) = masse volumique du fluide ({\displaystyle \rho } varie avec la température et la pression) ;
S = surface de référence ; c'est la surface du profil en mètres carrés
{\displaystyle C_{L}} = coefficient aérodynamique
V = Vitesse de déplacement soit la vitesse du fluide à l'infini en mètres par seconde.

## La théorie appliquée en trois dimensions:traînée induite

### Origine de la traînée induite
[incompréhensible]

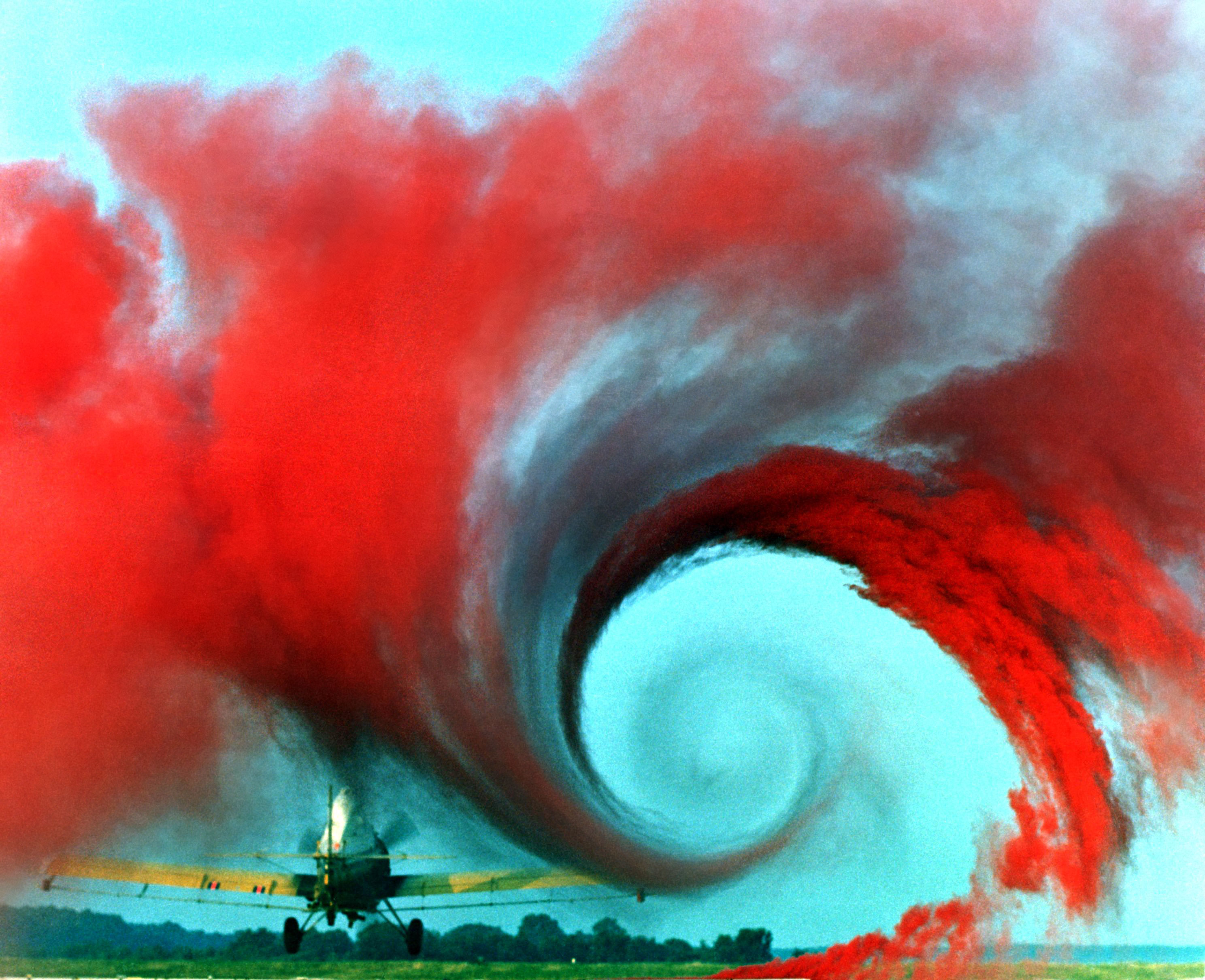
Les vortex de bout d'aile sont ici bien visibles. Image issue d'études de la NASA.

La théorie des profils mince peut être judicieusement appliquée pour un profil en trois dimensions. La théorie en 3d explique très bien le phénomène de traînée induite et permet de le calculer.
D'un point de vue physique, lorsque le profil se déplace, l'extrados est en dépression, l'intrados est en pression. Aux extrémités du profil, la dépression est en contact avec la pression. Naturellement les molécules d'air comprimées (beaucoup de chocs et fréquent) vont se précipiter dans la zone en dépression (peu de chocs et moins fréquent). La conséquence est que la zone en dépression a plus de molécules d'air que prévu donc la dépression est moins forte (plus de pression que prévu). De même la zone en pression a moins de molécules d'air que prévu donc la pression est moins forte. La portance est moindre.
La distance entre l'intrados et l'extrados aux extrémités d'un profil de longueur finie est très faible, une zone de pression aussi proche d'une zone de dépression, le mouvement de transfert des molécules d'une face à l'autre du profil est très violent. Cela crée des turbulences importantes. Sur un profil, le bord de fuite et l'extrémité du profil sont les deux zones ou ce phénomène existe. Le cas bord de fuite est inclus dans le modèle de l'aile. La théorie remplace l'aile par un jeu de lignes portantes le long de la corde moyenne (appelé aussi modèle squelettique). Lorsque l'incidence est faible l'écoulement reste laminaire donc sans turbulence, les turbulences ou vortex apparaissent sous forte incidences. Ces turbulences ont pour origine la rupture de mode laminaire dû à la viscosité, et ces vortex sont in-stationnaires. En fait comme la théorie néglige ces aspects in-stationnaires et visqueux, cet effet est négligé. La théorie reste valable sous faible incidence. Plus précisément le modèle squelettique censé représenter l'effet viscosité est imparfait. Cela est dû au fait que l'influence de la viscosité est seulement modélisé dans l'interaction profil/fluide. Or la viscosité existe aussi entre fluide/fluide, si la viscosité fluide/fluide est sans effet à faible incidence ce n'est pas le cas à forte incidence, elle est significative. Dans ces cas il faut utiliser directement les Équations de Navier-Stokes.

rotation de de la portance (lift) engendrant de la trainée induite (induced drag).

Par contre l'extrémité du profil elle n'est pas modélisée. Le phénomène est visible en bout de profil quand celui-ci est rectangulaire. Mais souvent le profil (aile, voile, safran …) est de forme plus complexe, donc le phénomène bout de profil est réparti aussi sur le bord de fuite. Le tourbillon d'extrémité d'aile est tout simplement modélisé par un jeu de lignes portantes semi-infinies dirigées vers l'arrière. Ce jeu de nouvelles lignes portantes court le long du bord de fuite et se densifie vers l'extrémité du profil. Son intensité sera à calculer. Comme ces vortex d'extrémité sont en fait le résultat de l'envergure finie du profil, la modélisation du profil en 3D non infinie (appelée aussi sa modélisation squelettique) est modélisé par deux ensembles de lignes portantes :
- un ensemble de lignes portantes (segment) {\displaystyle \ \gamma _{aile}} le long de la corde moyenne comme en 2D, mais tronqué des deux côtés
- un ensemble de lignes portantes semi infinies  {\displaystyle \ \gamma _{sillage}} dirigées horizontalement vers l'arrière.

Cette nouvelle ligne portante (ou tourbillon de bout de profil) a un impact majeur, elle modifie l'angle apparent {\displaystyle \ \alpha -\tan ^{-1}(dy/dx)} utilisé pour le calcul en deux dimensions. La force par conséquent n'est plus orientée que vers le haut mais un peu vers l'arrière (dans le sens du mouvement du fluide). Cela consomme de l'énergie. Cette composante opposée au mouvement du fluide est donc de la traînée. Cette traînée est appelée traînée induite. De même la portance est un peu plus faible que prévu par la théorie en 2D.

### Rotation de la portance

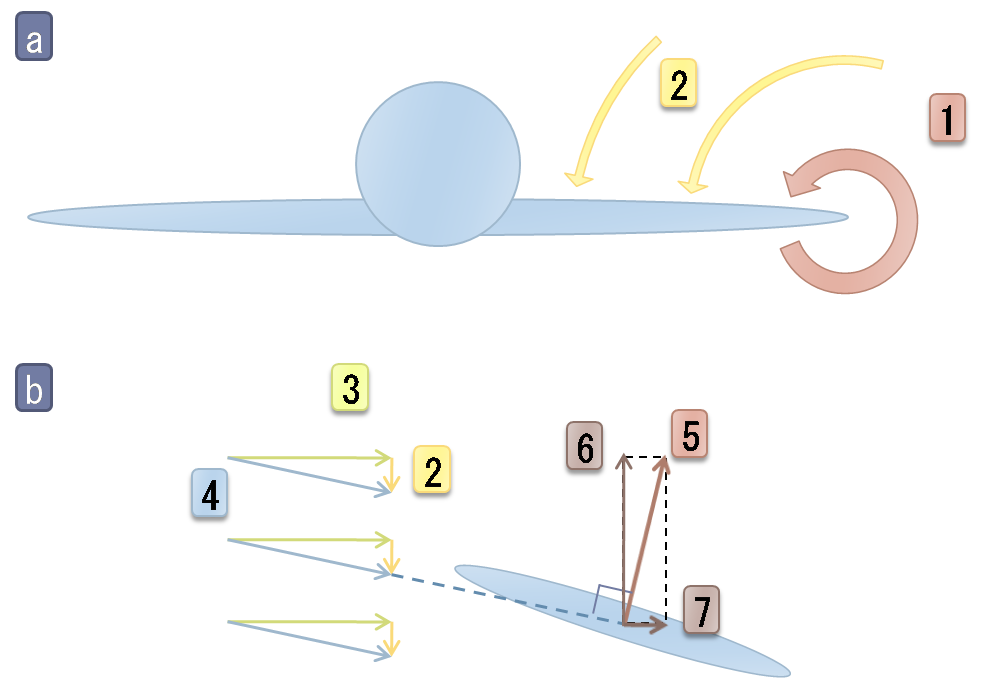
Le vortex de bout de profil (1) engendre la vitesse (2) (wash). Le vent réel (4) est la somme de (3) et (2). L'angle entre (3) et (4) est. La portance (5) est leurrée et elle bascule. Elle se décompose en portance (6) et traînée induite (7).

Pour des formes très tourmentées il est difficile de déterminer un repère orthonormal logique. Dans notre cas le profil est mince et a une envergure notable, le repère orthonormé (x, y, z) est alors défini comme suit :
- l'envergure du profil définit l'axe y, elle s'étend de {\displaystyle \ -{\frac {b}{2}}} à  {\displaystyle \ +{\frac {b}{2}}},
- {\displaystyle \ V_{\infty }} est perpendiculaire à y il définit l'axe x et donc peut avoir un angle {\displaystyle \ \varepsilon } avec la corde du profil.
- le dernier axe z est perpendiculaire aux deux autres. Avec {\displaystyle \ \varepsilon =0} alors l'épaisseur du profil est confondue avec l'axe z perpendiculaire à la corde. Par simplicité, {\displaystyle \ {\vec {V}}_{\infty }} et l'axe y sont positionnés de façon que l'axe z soit l'axe vertical.

L'épaisseur et la corde gardent les mêmes axes si le profil n'est pas vrillé.
Soit α l'angle d'attaque de l'aile. Soit e(x) la cambrure le long de x. L'angle réel est la somme de l'angle 2D {\displaystyle \ \alpha -\tan ^{-1}(e'(x))} plus l'angle induit par les vortex de bout de profil.
Le sillage engendré par l'extrémité de l'aile s'étend à l'arrière de l'aéronef et l'on peut donc considérer que ce sillage est semi infini vers l'arrière.
Le profil de dimension finie a une envergure de {\displaystyle \ b}, {\displaystyle \ w(y)} est calculé en intégrant tous les vortex (ligne portante semi infinie) de bout de profil de {\displaystyle {\frac {-b}{2}}} à {\displaystyle \ {\frac {+b}{2}}} à la position y le long l'envergure du profil .
Une ligne semi portante infinie droite (ou tourbillon) d'intensité  {\displaystyle \delta \Gamma (y_{0})} située en {\displaystyle y_{0}} à l'arrière de l'aéronef engendre une vitesse verticale pointant vers le bas {\displaystyle \ dw(y,y_{0})} en  {\displaystyle \ y} . On applique la loi de Biot-Savart.
{\displaystyle dw(y,y_{0})={\frac {\delta \Gamma (y_{0})}{4\pi h}}={\frac {{\vec {\gamma }}\cdot d{\vec {\eta }}}{4\pi h}}={\frac {\gamma (y_{0})dy_{0}}{4\pi (y-y_{0})}}}
En sommant toutes les lignes semi portantes le long de l'envergure y, l'ensemble des tourbillons produit un mouvement du fluide {\displaystyle \ w(y)}. Si le profil n'est pas trop vrillé, la distance h du tourbillon au lieu z et proche de {\displaystyle \ h\approx y-y_{0}} donc l'équation est :
{\displaystyle w(y)=\int _{-b/2}^{b/2}dw(y,y_{0})={\frac {1}{4\pi }}\int _{-{\frac {b}{2}}}^{+{\frac {b}{2}}}{\frac {\gamma _{sillage}(y_{0})}{(y-y_{0})}}dy_{0}}
En permutant y et y0, on a :
{\displaystyle w(y_{0})={\frac {1}{4\pi }}\int _{-{\frac {b}{2}}}^{+{\frac {b}{2}}}{\frac {\gamma _{sillage}(y)}{(y_{0}-y)}}dy}

### Calcul des coefficients de portance et de traînée
Les formules et leur justification donnant la portance et la traînée induite ne sont pas traitées ici car les formules sont assez complexes et leur justification encore plus.
À titre d'exemple, le coefficient de traînée induite {\displaystyle C_{D_{i}}} vaut :
{\displaystyle C_{D_{i}}={C_{L}^{2} \over \pi \lambda e}}
où CL est le coefficient de portance, λ est l'allongement de l'aile, et {\displaystyle e\in ]0,1]} est un coefficient correcteur appelé coefficient d'Oswald.